# Galaswinda
Galaswinda est un ancien village de vacances situé en Côte d'Ivoire, construit en 1972 et exploité par le Club Méditerranée jusqu'en 2005. 
Il acquiert une grande notoriété en France pour avoir accueilli Patrice Leconte et la troupe du Splendid pour le tournage du long métrage Les Bronzés (1978). Il est cité dans un vers immortel de la chanson du film :

« Bienvenue à Galaswinda, darla dirladada. »

Il est aujourd'hui à l'abandon.

## Histoire
Assinie est une bourgade ivoirienne située à 80 km de la capitale Abidjan. Son littoral, meuble, est formé d’une arrière-côte basse, d’une plage de sable fin blanc et d’une avant-plage peu étendue. Une longue bande de terre sableuse de 250 à 800 mètres de large sépare l'océan de la rivière d'Assinie et d'une lagune
En 1972, le gouvernement ivoirien lance un programme ambitieux d'aménagement touristique, qui prévoit des bases nautiques dans la lagune, des réceptifs touristiques et des résidences secondaires en bord de mer. Dix-sept kilomètres à l'ouest d'Assinie, près du hameau d'Assouindé, à l'ombre d'une cocoteraie et entre la mer et la rivière, l’État construit un hôtel (Sitour) et deux villages de vacances confiés à des opérateurs privés (Valtur et Club Méditerranée — un des tous premiers du groupe en Afrique de l'Ouest). 
Le tournage des Bronzés a lieu en 1978 dans le complexe de vacances exploité par le Club Méditerranée. Le centre aurait été surnommé « Galaswinda », mot-valise obtenu par assemblage du toponyme Assouindé et du substantif « gala », en référence aux fêtes qui s'y donnaient.
La notoriété du film démultiplie pendant les années 1980 la clientèle du village de vacances, qui accueille alors jusqu'à 100 000 touristes par an.
Mais du fait notamment de l'instabilité politique du pays à partir de 1999, le tourisme chute en Côte d'Ivoire et le site ferme en 2005, entraînant une hausse du chômage dans la région. 
Un promoteur initie en 2013 des travaux de réhabilitation du site, sous le nom de club Assinie-Paradis, qui ne voit pas le jour. En 2018, le village est à l'abandon, victime de l'érosion (en quarante ans, la mer a avancé de 300 mètres), envahi de déchets et de végétation. En 2024, le site a été racheté par la principale entreprise ivoirienne du bâtiment, qui prévoit d'y établir des logements haut de gamme pour de longs séjours.